# DELIGHT (愛内里菜のアルバム)
『DELIGHT』（ディライト）は、日本の歌手・愛内里菜が2006年5月31日にGIZA studioから発売した5枚目のオリジナルアルバムである。

## 概要
今作の大きなテーマとして「原点回帰」があり、デビュー当時に多かったトランス系やクラブ・ダンス系の曲を多く収録している。シングルは「赤く熱い鼓動」から「MIRACLE」まで収録されているが、20thシングル「ORANGE★NIGHT」のみ、リミックスとして収録されている。
発売日ではオリコンデイリーチャートで1位を獲得し、週間チャートでは最高4位と、前作7位から上昇している。I'veの井内舞子がタイトル曲「DELIGHT」にて初のI've外への編曲を手がけている。

## 収録曲
| 全作詞: 愛内里菜。 |                                            |           |            |                    |      |
| #                  | タイトル                                   | 作詞      | 作曲       | 編曲               | 時間 |
| 1.                 | 「DELIGHT」                                | 愛内里菜  | 大野愛果   | 松田純一・井内舞子 | 5:50 |
| 2.                 | 「GLORIOUS」                               | 愛内里菜  | 大野愛果   | 葉山たけし         | 4:10 |
| 3.                 | 「PRECIOUS PLACE」                         | 愛内里菜  | 小松未歩   | 津久井箇人         | 4:15 |
| 4.                 | 「Believe your Bravery」                   | 愛内里菜  | 岩井勇一郎 | 齋藤真也           | 4:04 |
| 5.                 | 「LOVE OR BE LOVED」                       | 愛内里菜  | carmine    | 坂優也             | 5:06 |
| 6.                 | 「赤く熱い鼓動」                           | 愛内里菜  | 綿貫正顕   | 小澤正澄           | 3:20 |
| 7.                 | 「MIRACLE」                                | 愛内里菜  | 大野愛果   | 葉山たけし         | 4:09 |
| 8.                 | 「REASON」                                 | 愛内里菜  | 津久井箇人 | 津久井箇人         | 4:38 |
| 9.                 | 「しるし」                                 | 愛内里菜  | jesse      | 坂優也             | 5:34 |
| 10.                | 「WE♥SUMMER」                              | 愛内里菜  | corin.     | 新井健史           | 4:27 |
| 11.                | 「モーニングエール」                       | 愛内里菜  | 津久井箇人 | 津久井箇人         | 3:24 |
| 12.                | 「ORANGE★NIGHT -La La La Lovin' you Mix-」 | 愛内里菜  | 水野幹子   | corin.             | 3:44 |
| 13.                | 「SET YOU FREE」                           | 愛内里菜  | corin.     | corin.             | 5:27 |
| 14.                | 「I'll be delighted」                      | 愛内里菜  | 徳永暁人   | 長倉淳             | 5:23 |
| 合計時間:          | 合計時間:                                  | 合計時間: | 合計時間:  | 63:31              |      |

### 楽曲解説
1. DELIGHT
2. GLORIOUS
  - 21stシングル「GLORIOUS／PRECIOUS PLACE」の1曲目。
  - バンプレストプレイステーション2用ゲームソフト『Another Century's Episode 2』オープニングテーマ。
3. PRECIOUS PLACE
  - 21stシングル「GLORIOUS／PRECIOUS PLACE」の2曲目。
  - バンプレストプレイステーション2用ゲームソフト『Another Century's Episode 2』エンディングテーマ。
4. Believe your Bravery
5. LOVE OR BE LOVED
6. 赤く熱い鼓動
  - 19thシングル。MBS・TBS系『ウルトラマンネクサス』エンディングテーマ。
7. MIRACLE
  - 22ndシングル。テレビ東京系アニメ『メルヘヴン』エンディングテーマ。
8. REASON
9. しるし
10. WE♥SUMMER
11. モーニングエール
12. ORANGE★NIGHT -La La La Lovin' you Mix-
  - 20thシングルのリミックス。テレビ東京系アニメ『格闘美神 武龍』エンディングテーマ。
13. SET YOU FREE
14. I'll be delighted

## 参加ミュージシャン
- Yoshito.K for B.R.G - Guitars
- Bonn - Guitars (#3)
- 石井裕 - Guitars (#4)
- 綿貫正顕 - Guitars (#11)
- 宇徳敬子 - Chorus (Except #4,8,11,12)
- 星田紫帆 - Chorus (#4)
- 望月由絵 - Chorus (#5,8,11)